# Charlie Bennett
Charles Wesley Bennett (21 de novembro de 1854 – 24 de fevereiro de 1927) foi um jogador profissional de beisebol de 1875 ou 1876 até 1893. Jogou 15 anos na Major League Baseball, principalmente como catcher, com o Milwaukee Grays (49 jogos, 1878), Worcester Ruby Legs (51 jogos, 1880), Detroit Wolverines (625 jogos, 1881–1888) e Boston Beaneaters (337 jogos, 1889–1893). Jogou em quatro equipes campeãs, uma em Detroit e três em Boston e é um de apenas dois jogadores (o outro é Ned Hanlon) a jogar com o Detroit Wolverines durante todas as oito temporadas de sua existência.
Bennett acumulou um aproveitamento ao bastão de 25,6%, com 549 corridas anotadas, 203 rebatida duplas, 67  triplas, 55 home runs e 533 RBIs. Sua maior habilidade, entretanto, era na área defensiva, sendo considerado um dos melhores de sua época. Bennett foi o catcher do primeiro jogo perfeito na história da MLB conseguido pelo arremessador Lee Richmond em 12 de junho 1880.
A carreira de Bennett no beisebol se encerrou em janeiro de 1894 quando perdeu ambas as pernas em um acidente de trem em Kansas. Em 1896, um novo estádio de beisebol de Detroit foi batizado de Bennett Park em sua homenagem. O Detroit Tigers jogaram suas partidas em casa no Bennett Park de 1896 até a temporada de 1911. Bennett também tem sido creditado como sendo o criador do primeiro protetor de peito, um colete improvisado de cortiça que ele usava sob seu uniforme. De acordo com Bennett, sua esposa estava preocupada com sua segurança como "um alvo para bolas rápidas" e viu a necessidade de um escudo que protegesse as costelas de seu marido. Bennett e sua esposa desenharam um escudo caseiro costurando tiras grossas de cortiça entre camadas de "colchão de cama". Com a preocupação de que os espectadores "o tomassem por um medroso", ele usava o aparelho debaixo da camisa.